# Sélections olympiques américaines d'athlétisme 2020
Navigation
Championnats 2019 Championnats 2022
Les sélections olympiques américaines de 2020 se déroulent du 18 au 27 juin 2021 à Eugene. Elles constituent également les championnats des États-Unis, séniors et juniors.
Initialement prévues du 19 au 28 juin 2020, elles sont reportés d'un an à la suite de la reprogrammation des Jeux olympiques d'été de 2020 en 2021 à cause de la pandémie de Covid-19.

## Résultats

### Hommes
| Épreuves                    | Or                                         | Argent                                 | Bronze                                    |
| --------------------------- | ------------------------------------------ | -------------------------------------- | ----------------------------------------- |
| 100 m Vent : + 0,8 m/s      | Trayvon Bromell 9 s 80                     | Ronnie Baker 9 s 85                    | Fred Kerley 9 s 86                        |
| 200 m Vent : +0,3 m/s       | Noah Lyles 19 s 74                         | Kenneth Bednarek 19 s 78               | Erriyon Knighton 19 s 84                  |
| 400 m                       | Michael Norman 44 s 07                     | Michael Cherry 44 s 35                 | Randolph Ross 44 s 74                     |
| 800 m                       | Clayton Murphy 1 min 43 s 17               | Isaiah Jewett 1 min 43 s 85            | Bryce Hoppel 1 min 44 s 14                |
| 1 500 m                     | Cole Hocker 3 min 35 s 28                  | Matthew Centrowitz 3 min 35 s 34       | Yared Nuguse 3 min 36 s 19                |
| 5 000 m                     | Paul Chelimo 13 min 26 s 82                | Grant Fisher 13 min 27 s 01            | Woody Kincaid 13 min 27 s 13              |
| 10 000 m                    | Woody Kincaid 27 min 53 s 62               | Grant Fisher 27 min 54 s 29            | Joe Klecker 27 min 54 s 90                |
| Marathon*                   | Galen Rupp 2 h 09 min 20 s                 | Jacob Riley 2 h 10 min 02 s            | Abdi Abdirahman 2 h 10 min 03 s           |
| 110 m haies Vent : +0,4 m/s | Grant Holloway 12 s 96                     | Devon Allen 13 s 10                    | Daniel Roberts 13 s 11                    |
| 400 m haies                 | Rai Benjamin 46 s 83 (CR)                  | Kenny Selmon 48 s 08                   | David Kendziera 48 s 38                   |
| 3 000 m steeple             | Hillary Bor 8 min 21 s 34                  | Benard Keter 8 min 21 s 81             | Mason Ferlic 8 min 22 s 05                |
| 20 km marche                | Nick Christie 1 h 30 min 48 s              | Daniel Nehnevaj 1 h 31 min 59 s        | Emmanuel Corvera 1 h 34 min 38 s          |
| Saut en hauteur             | JuVaughn Harrison 2,33 m                   | Darryl Sullivan 2,33 m                 | Shelby McEwen 2,30 m                      |
| Saut à la perche            | Chris Nilsen 5,90 m                        | Sam Kendricks et KC Lightfoot 5,85 m   | Sam Kendricks et KC Lightfoot 5,85 m      |
| Saut en longueur            | JuVaughn Harrison 8,47 m (vent : -0,2 m/s) | Marquis Dendy 8,38 m (vent : +0,5 m/s) | Steffin McCarter 8,26 m (vent : -0,2 m/s) |
| Triple saut                 | Will Claye 17,21 m (vent : +0,1 m/s)       | Donald Scott 17,18 m (vent : +0,5 m/s) | Chris Benard 17,01 m (vent : +0,1 m/s)    |
| Lancer du poids             | Ryan Crouser 23,37 m (WR)                  | Joe Kovacs 22,34 m                     | Payton Otterdahl 21,92 m                  |
| Lancer du disque            | Mason Finley 63,07 m                       | Reggie Jagers 62,61 m                  | Sam Mattis 62,51 m                        |
| Lancer du marteau           | Rudy Winkler 82,71 m (NR)                  | Daniel Haugh 79,39 m                   | Alex Young 78,32 m                        |
| Lancer du javelot           | Curtis Thompson 82,78 m                    | Michael Shuey 79,24 m                  | Riley Dolezal 77,07 m                     |
| Décathlon                   | Garrett Scantling 8 647 pts                | Steve Bastien 8 485 pts                | Zach Ziemek 8 471 pts                     |

- L'épreuve du marathon se déroule le 29 février 2020 à Atlanta.

### Femmes
| Épreuves                     | Or                                      | Argent                                   | Bronze                                   |
| ---------------------------- | --------------------------------------- | ---------------------------------------- | ---------------------------------------- |
| 100 m Vent : - 1,0 m/s.      | Javianne Oliver 10 s 99                 | Teahna Daniels 11 s 03                   | Jenna Prandini 11 s 11                   |
| 200 m Vent : +1,3 m/s        | Gabrielle Thomas 21 s 61 (WL,CR)        | Jenna Prandini 21 s 89                   | Anavia Battle 21 s 95                    |
| 400 m                        | Quanera Hayes 49 s 78                   | Allyson Felix 50 s 02                    | Wadeline Jonathas 50 s 03                |
| 800 m                        | Athing Mu 1 min 56 s 07 (WL,CR)         | Raevyn Rogers 1 min 57 s 66              | Ajeé Wilson 1 min 58 s 39                |
| 1 500 m                      | Elle Purrier St. Pierre 3 min 58 s 03   | Cory McGee 4 min 00 s 67                 | Heather MacLean 4 min 02 s 09            |
| 5 000 m                      | Elise Cranny 15 min 27 s 81             | Karissa Schweizer 15 min 28 s 11         | Rachel Schneider 15 min 29 s 56          |
| 10 000 m                     | Emily Sisson 31 min 03 s 82 (CR)        | Karissa Schweizer 31 min 16 s 52         | Alicia Monson 31 min 18 s 55             |
| Marathon*                    | Aliphine Tuliamuk 2 h 27 min 23 s       | Molly Seidel 2 h 27 min 31               | Sally Kipyego 2 h 28 min 52              |
| 100 m haies Vent : + 0,8 m/s | Kendra Harrison 12 s 47                 | Brianna McNeal 12 s 51                   | Christina Clemons 12 s 53                |
| 400 m haies                  | Sydney McLaughlin 51 s 90 (WR)          | Dalilah Muhammad 52 s 42                 | Anna Cockrell 53 s 70                    |
| 3 000 m steeple              | Emma Coburn 9 min 09 s 41 (CR)          | Courtney Frerichs 9 min 11 s 79          | Valerie Constien 9 min 18 s 34           |
| 20 km marche                 | Robyn Stevens 1 h 35 min 13 s           | Maria Michta-Coffey 1 h 39 min 25 s      | Miranda Melville 1 h 40 min 39 s         |
| 50 km marche                 | Robyn Stevens 4 h 37 min 31 s           | Erin Taylor-Talcott 4 h 47 min 0 s       | Katie Burnett 4 h 53 min 26 s            |
| Saut en hauteur              | Vashti Cunningham 1,96 m                | Inika McPherson 1,93 m                   | Nicole Greene 1,93 m                     |
| Saut à la perche             | Katie Nageotte 4,95 m (WL,CR)           | Morgann LeLeux 4,70 m                    | Sandi Morris 4,60 m                      |
| Saut en longueur             | Brittney Reese 7,13 m (vent : +1,3 m/s) | Tara Davis 7,04 m (vent : +1,4 m/s)      | Quanesha Burks 6,96 m (vent : +1,6 m/s)  |
| Triple saut                  | Keturah Orji 14,52 m (vent : + 0,9 m/s) | Tori Franklin 14,36 m (vent : + 1,4 m/s) | Jasmine Moore 14,15 m (vent : + 1,6 m/s) |
| Lancer du poids              | Jessica Ramsey 20,12 m (CR)             | Raven Saunders 19,96 m                   | Adelaide Aquilla 18,95 m                 |
| Lancer du disque             | Valarie Allman 69,92 m (CR)             | Micaela Hazlewood 62,54 m                | Rachel Dincoff 60,21 m                   |
| Lancer du marteau            | DeAnna Price 80,31 m (WL,NR)            | Brooke Andersen 77,72 m                  | Gwen Berry 73,50 m                       |
| Lancer du javelot            | Maggie Malone 63,50 m                   | Kara Winger 61,47 m                      | Avione Allgood-Whetstone 58,94 m         |
| Heptathlon                   | Annie Kunz 6 703 pts                    | Kendell Williams 6 683 pts               | Erica Bougard 6 667 pts                  |

- L'épreuve du marathon se déroule le 29 février 2020 à Atlanta.